# 门罗县 (佛罗里达州)
門羅縣（英語：Monroe County）是位于美国佛罗里达州最南端的一個縣，主要由佛羅里達礁島群和位于大陆上的国家公园组成，縣治为基韋斯特。该县以第五任美国总统詹姆斯·门罗的名字命名，于1823年7月3日从圣约翰斯县分离而成立。门罗县的历史可以追溯到1513年，当时西班牙探险家胡安·庞塞·德莱昂航行经过该地区，在随后的三个世纪里，这片岛屿成为海盗和冒险家的避风港。许多英语移民从巴哈马群岛来到这里定居，到1821年美国正式获得佛罗里达领土时，基韦斯特已成为当时该州人口最多的城市之一。
根據美國普查局2020年人口统计，共有人口82,874人，其中超过99.9%的人口居住在佛羅里達礁島群。相较之下，该县在佛罗里达大陆上的部分几乎无人居住，根据2020年的人口数据，仅有17名居民生活在大陆地区。尽管如此，门罗县的大陆部分面积占全县总土地面积的87%，主要被大沼泽地国家公园和大柏树国家保护区所覆盖，其中大沼泽地国家公园被联合国教科文组织列为世界遗产、国际生物圈保护区和国际重要湿地。
佛羅里達礁島群是门罗县的核心地带，这是一条由40多个主要岛屿组成的珊瑚礁群岛，沿着1号美国国道向西南方向延伸约233英里。群岛的起点是拉戈岛，终点是基韦斯特，其中跨海公路全长112英里，连接了群岛上的各个主要岛屿。群岛的周边水域被划为佛羅里達礁島群国家海洋保护区，这是美国第二大海洋保护区，涵盖2,900平方海里的海域，保护着这里的红树林、珊瑚礁以及超过6,000种海洋生物。
门罗县不仅以其壮观的自然景观闻名，还因其浓厚的加勒比风情而备受游客青睐。基韦斯特是美国本土最南端的城市，以热带风情、水上活动和夜生活著称，当地的街历史城区则保留了独特的海螺风格建筑。此外，基韦斯特还是著名作家欧内斯特·海明威曾居住的地方，他的故居如今已成为一座博物馆，吸引着来自世界各地的游客。

## 历史

### 殖民地时期
1513年，西班牙探险家胡安·庞塞·德莱昂航行经过佛羅里達礁島群，并将其命名为殉道者群岛（Los Martires），因为这些岛屿在远处看起来像倒下的殉道者。对于接下来的三百多年，欧洲人只是这些岛屿的“游客”，而非真正的定居者。当时的佛羅里達礁島群除了是少数印第安原住民的栖息地外，也是海员、渔民、伐木工、探险家和海盗的避难所，特别是那些因船只失事而被迫滞留的人。然而，直到佛罗里达成为美国领土后，才有白人永久定居于此。虽然有一些散乱的历史记录提及新英格兰人和巴哈马人的早期定居活动，但在19世纪初之前，并没有确切的证据表明有人在这里建立长期定居点。
在欧洲列强的版图争夺中，佛罗里达一直是一个战略要地。19世纪，西班牙对佛罗里达的控制逐渐削弱，最终在1819年的《亞當斯—奧尼斯條約》中，西班牙正式同意将佛罗里达割让给美国，并由美国承担500万美元的西班牙债务。1821年2月22日，美国总统詹姆斯·门罗宣布该条约生效，佛罗里达正式成为美国领土，欧洲列强对这片土地长达三百年的统治随之结束。

### 佛罗里达领地时期
美国接管佛罗里达后，总统门罗任命安德鲁·杰克逊将军为佛罗里达的首任军事总督。他上任后，首先将佛罗里达划分为两个县：圣约翰斯县和埃斯坎比亚县，其边界大致与前西班牙殖民地的划分相似。圣约翰斯县起初的范围极为庞大，包括整个佛罗里达半岛，一直延伸至基韦斯特，西部边界则以墨西哥湾和斯瓦尼河为界。
在此期间，来自新泽西的商人约翰·西蒙顿（John W. Simonton）于1822年1月19日从胡安·巴勃罗·萨拉斯（Juan Pablo Salas）手中购得了基韦斯特岛（Cayo Hueso）。萨拉斯曾在1815年因服役于西班牙政府而获得这片土地的授予权。西蒙顿购岛后，随即吸纳了三位合伙人：来自新泽西的约翰·怀特黑德（John Whitehead）、来自莫比尔的约翰·弗莱明（John Fleeming），以及后来入股的帕顿·格林（Pardon Greene）等人，共同开发基韦斯特。
与此同时，美国政府也在努力确立对佛羅里達礁島群的主权。1822年3月25日，美国海军中校马修·佩里率领鲨鱼号战舰抵达基韦斯特，并在岛上插上美国国旗，正式宣布对该岛的主权。佩里将该岛命名为汤普森岛（Thompson Island），以纪念时任美国海军部长理查德·维金顿·汤普森，而港口则命名为罗杰斯港（Port Rogers），以纪念海军准将约翰·罗杰斯。

### 门罗县的诞生
1823年7月3日，佛罗里达领地的行政划分进一步调整，将佛罗里达东南部从圣约翰斯县分离出来，并以美国总统詹姆斯·门罗的名字命名为门罗县，成为佛罗里达的第六个县，基韦斯特成为县治所在地。最初，门罗县的范围远远大于今天的县界，包括如今的迈阿密-戴德县（1836年分出）、李县（1887年分出）、夏洛特县（1921年分出）、科利尔县（1923年分出）、布劳沃德县（1915年分出）、亨德里县（1923年分出），以及部分的棕榈滩县（1909年分出）、格雷兹县（1921年分出）和马丁县（1925年分出）。当时，门罗县唯一的真正定居点是基韦斯特，其他地区如门罗港（Port Monroe）、印第安礁（Indian Key）、新河（New River）、迈阿密亚（Miamiya）、佛罗里达角（Cape Florida）和夏洛特港（Port Charlotte）等地则只有零星的居民。门罗县的首位领地代表是大卫·平克汉（David Pinkham），他被入选佛罗里达立法委员会。1845年佛罗里达正式成为美国的一个州时，门罗县派遣威廉·H·沃尔（William H. Wall）进入州参议院，并由理查德·布兰特利（Richard Brantly）代表进入州众议院。
由于佛罗里达海域长期受到海盗威胁，美国国会决定由海军负责保护商船安全。1823年2月1日，美国海军派遣大卫·波特准将在基韦斯特设立海军基地，执行反海盗任务。同时，海军也将贩运奴隶的船只视作海盗船进行查缉。1825年，美国国会通过《联邦沉船法案》（Federal Wrecking Act），规定所有在美国水域内打捞的财物必须被带往指定的入境港口进行合法处置。1828年，基韦斯特正式建市并且被正式设立为入境港口，并设立海事法院，并成为佛罗里达领地南部司法区高级法院的所在地，成为整个地区沉船打捞产业的中心。基韦斯特的地位因此大大提升，吸引了大量沉船打捞者和商人。
1830年代，门罗县共有三个选区：新河、印第安礁和基韦斯特。1836年，印第安礁的雅各布·豪斯曼（Jacob Housman）与其他56名居民向佛罗里达州政府请愿，要求设立一个新的县。在佛罗里达州立法委员会门罗县代表理查德·菲茨帕特里克（Richard Fitzpatrick）的支持下，该议案顺利通过。1836年2月4日，原门罗县的东部地区，即巴伊亚宏达礁以东至奥基乔比湖的土地被划分为戴德县，并以印第安礁为县治。这一决定让基韦斯特方面极为不满，因为门罗县不仅失去了近一半的领土，还失去了通往大陆的重要中途站——佛羅里達礁島群内的中群岛和上群岛。
1835年至1842年的第二次塞米诺尔战争给门罗县和戴德县带来了严重的影响。战争期间，多个临时军事驻地遍布戴德县和门罗县，许多家庭逃往佛州南端的基韦斯特，以躲避印第安人的袭击。尽管战争带来了动荡，基韦斯特依旧是门罗县的经济和政治中心。除了迅速发展的沉船打捞业外，海绵采集业也在1840年代的基韦斯特兴起。这一产业的成功与来自巴哈马的自由黑人移民密切相关。许多获得自由的黑人擅长海洋作业，他们的到来为海绵采集业提供了至关重要的劳动力。由于他们对熟悉海洋环境并拥有优秀的潜水和采集技能，使基韦斯特迅速发展成为佛罗里达的海绵采集中心。
1829年，基韦斯特设立了邮政局，1859年开设了公共图书馆，1870年建立了公立学校，标志着城市的进一步发展。1830年，基韦斯特的人口仅有517人，但随着贸易和沉船产业的繁荣，到1850年，这一数字增长到2,645人，到了1890年已达到了18,080人。而在整个县域范围内，马拉松、印第安礁和上佛羅里達礁島群等地也逐渐形成小型聚居地。

### 南北战争时期
受1812年战争的影响，美国政府认为需要在沿海建立坚固的防御工事，因此制定了一项在新奥尔良至缅因州之间修建50座堡垒的计划。1845年，这一计划延伸至门罗县，催生了两座庞大的砖石堡垒——位于乾龜群島的杰斐逊堡和基韦斯特近海的泰勒堡。这也是自海军准将大卫·波特建造海军补给站以来，联邦政府在当地开展的首个重大工程项目。由于工程浩大，杰斐逊堡和泰勒堡在南北战争爆发时仍未完工。
1861年1月10日，佛罗里达州宣布脱离联邦，并于1月18日加入邦联，而门罗县本应跟随其步伐。然而，由于联邦军在基韦斯特的驻军规模庞大，局势发生了意外变化。仅仅两天后，联邦军詹姆斯·布兰南上尉（James Brannan）在1861年1月13日趁夜色轻松占领基韦斯特，使其成为联邦军控制区的重要据点。这一战略位置使基韦斯特成为联邦军在墨西哥湾及东部海域封锁行动的核心。战争期间，联邦军在基韦斯特港口截获并扣押了大约300艘邦联军的船只。此外，基韦斯特还是杰斐逊堡的重要补给站，并修建了两座马特洛塔楼，以防御可能的陆上攻击，泰勒堡的建设也在战时加速进行。尽管被联邦军占领的杰斐逊堡在整个战争期间从未开火，却因另一个历史事件而广为人知——它曾是美国内战期间的监狱。亚伯拉罕·林肯总统遇刺案的同谋之一，医生塞缪尔·马德（Dr. Samuel Mudd）便被囚禁于此。1869年，美国总统安德鲁·约翰逊赦免了他，使其得以重获自由。1898年美西战争爆发前夕，美国陆军将杰斐逊堡移交给海军，作为燃煤补给站使用。然而，由于战争持续时间较短，该设施很快在1901年停止运作。1906年，一场飓风严重破坏了堡垒，使其最终被废弃。而泰勒堡则较为幸运，一直服役到1960年代。如今，这两座堡垒的遗迹已被纳入国家史迹名录。

### 南北战争后的变迁与发展
南北战争期间，南方许多城市被战火摧毁，而基韦斯特却因其战略地位而得以繁荣，使其成为当时佛罗里达州最大的城市。相较之下，杰克逊维尔受到的打击更为严重，直到1890年代不得不通过合并整个杜瓦尔县，其人口才超过基韦斯特。在经济方面，随着蒸汽船的普及，风帆船的沉船事故大幅减少，加上灯塔的建设，传统的打捞行业逐渐式微。与此同时，基韦斯特的一位著名打捞船长本·贝克（Ben Baker）在1866年开始在普兰泰申礁和拉戈島种植菠萝，并取得了成功。北方工业州对菠萝的需求日益增长，使得菠萝种植成为当地一项新兴产业。
1860年代，美国联邦政府通过了《宅地法》，居民只需缴纳5美元的登记费，即可申请最多160英亩土地，吸引了基韦斯特当地居民前往附近各个岛屿进行开发，当时他们主要从事木炭生产、农业或小型贸易。1866年，连接古巴和美国的海底电缆通过基韦斯特接入美国本土，再延伸至迈尔斯堡附近的蓬塔拉萨，这两个电缆中继站当时都位于门罗县。1887年5月2日，在迈尔斯堡牧场主的游说下，将门罗县西部分离，李县正式成立，当时李县的范围包括今日的李县、柯利尔县和亨德里县，门罗县的领土再次缩小。

### 铁路建设推动群岛发展

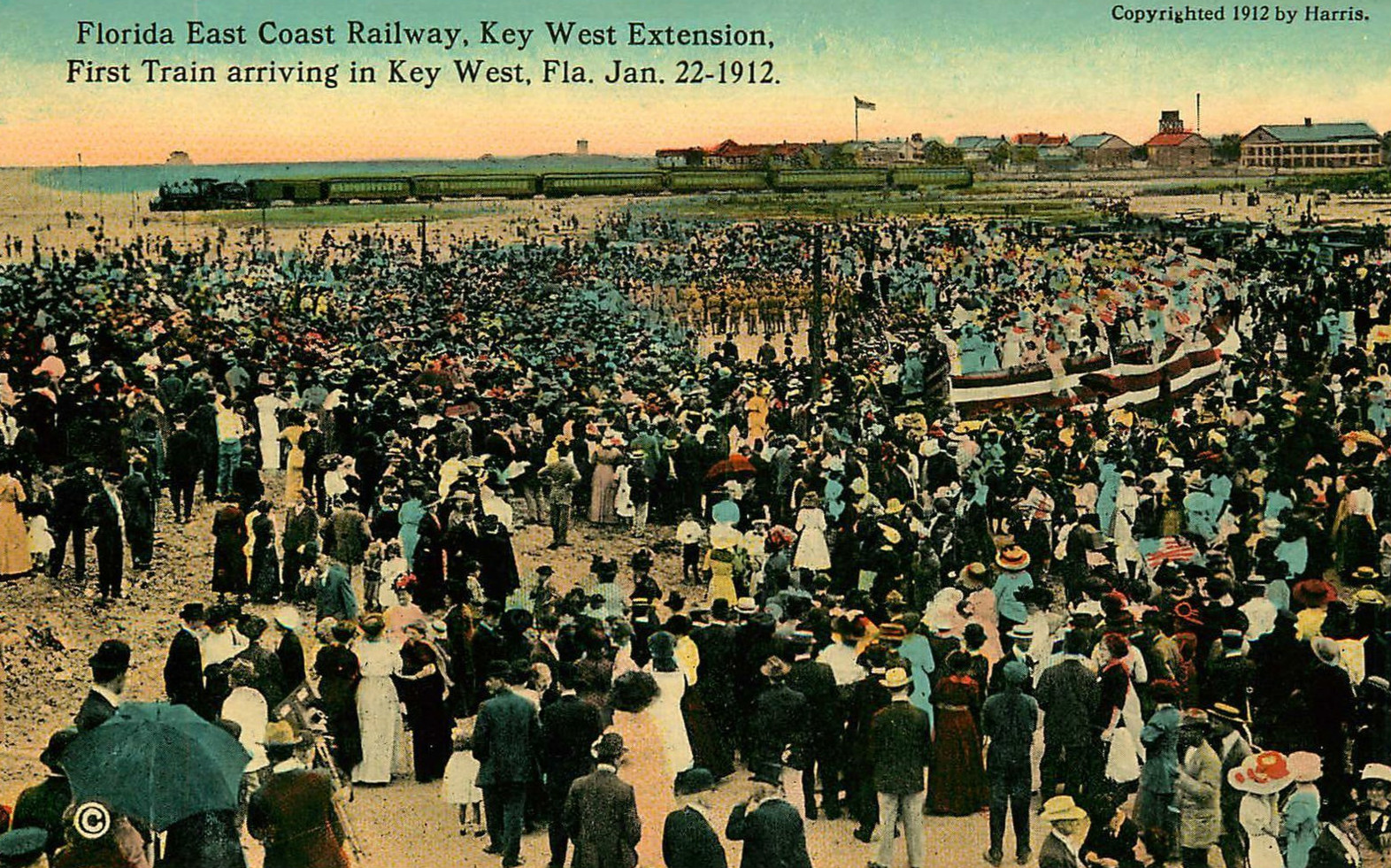
1912年1月22日，第一列火车抵达基韦斯特

1905年，亨利·弗拉格勒正式宣布建设连接基韦斯特的铁路延伸线。铁路施工在佛羅里達礁島群的多个地点同时进行，而轨道的铺设则从霍姆斯特德开始并向南延伸。在这条跨海铁路全线完工之前，位于莫瑟海峡的骑士礁码头是该线路的临时终点站。1908年，通往骑士礁码头的铁路及客船服务投入服务。由于这条铁路施工量巨大，铁路工人需要像马拉松般日以继夜地工作，因此中群岛的这片社区便被命名为马拉松，这一名称也由此沿用至今。铁路建设的最大挑战是七哩桥和巴伊亚宏达铁路桥，1909年和1910年的两场飓风加大了施工难度，但最终佛罗里达东海岸铁路克服重重困难，第一列火车于1912年1月22日抵达基韦斯特，这标志着基韦斯特通过钢轨与美国本土紧密相连。铁路的建成大大改变了群岛居民的生活方式，铁路沿线的车站逐渐演变成新的社区，如久菲什、罗克港、塔弗尼尔、伊斯拉摩拉达、马泰库姆比、长礁、马拉松、鸽子礁、西班牙港礁、大松礁、卡德乔礁、塔糖礁、博卡奇卡礁。虽然部分地名随着时间的推移逐渐消失，但大部分仍然沿用至今。此外，铁路的通车使得每日邮政服务、冰块供应等便利设施成为基韦斯特日常生活的一部分。
1906年和1909年的飓风对门罗县的菠萝种植区造成了严重破坏，加上1909年的病害，菠萝产量大幅下降。此外，铁路公司对进口菠萝设定了较低的运费，使得佛羅里達礁島群的菠萝产业逐渐衰落。与此同时，下群岛地区开始发展海绵产业。1910年，查尔斯和乔治·蔡斯（Charles & George Chase）兄弟在塔糖礁成立了佛罗里达礁岛海绵与水果公司（The Florida Keys Sponge and Fruit Company）发展人工培育海绵。铁路的便利使得该社区发展迅速，曾一度拥有约100名居民，但因非法采集者频繁洗劫海绵养殖场。蔡斯兄弟的公司于1917年破产，资产被里希特·珀基（Richter C. Perky）收购。当时珀基在群岛内拥有大量土地，其中许多位于拉戈岛并用于种植葡萄柚。然而，他最为人熟知的事迹是于1929年在塔糖礁建造一座50英尺高的蝙蝠塔，希望通过吸引蝙蝠来控制蚊虫，然而蝙蝠并未如预期般栖息。珀基于1940年去世后，尽管无人维护，该蝙蝠塔仍然屹立数十年，直到2017年才被飓风艾尔玛吹倒。
到了1920年代，农田的价值已远不及房地产开发，铁路相关行业和旅游业逐渐成为新的经济支柱。1925年，动工兴建连接佛羅里達礁島群的公路，但1926年的飓风推迟了上群岛（Upper Keys）段的完工。到1928年，卡德湾桥建成，使群岛与大陆相连。与铁路相比，公路为居民提供了更为便捷的交通方式，促进了日常服务业的发展，如公共交通、货物配送、观光旅游等。此外，许多农民和渔民开始转型为经营杂货店、加油站、餐馆、酒店等旅游相关产业。
1920年代初，基韦斯特和古巴之间便开始航空运输，西印度水上航空率先使用水上飞机提供航班服务，而泛美航空于1927年正式进入市场，并在1934年开通基韦斯特至迈阿密的定期航班，标志着群岛进入航空交通时代。

### 经济大萧条与二战时期
1929年股市崩盘后，美国陷入了经济大萧条，基韦斯特的繁华面貌随着游客的减少和建筑行业的萎缩而迅速消失。1932年，美国海军暂停使用其在基韦斯特的基地。与此同时，香烟逐渐取代了当地传统的雪茄产业。到1934年，基韦斯特11,600名市民中约有80%靠救济生活。1934年7月1日，已经拖欠了数百万债务的基韦斯特市政府正式宣布破产，并向佛罗里达州政府寻求援助。当时的佛罗里达州同样陷入经济困境，整个国家也在挣扎之中。面对这一局面，总统富兰克林·罗斯福推行了一系列新政措施，联邦紧急救济署在佛罗里达州的负责人朱利叶斯·斯通（Julius F. Stone Jr.），决定利用基韦斯特得天独厚的自然环境大力开发旅游业来振兴经济，目标是将其打造成可媲美百慕大的旅游胜地，并在全国范围内加以宣传。到了1934年至1935年冬季的旅游旺季，全国各地游客开始涌入基韦斯特，据FERA统计数据显示，该季度的游客数量达四万人，创历史新高，酒店旅客增长86%、民宿旅客增长150%、餐厅客人增长84%。
1935年9月2日的劳动节飓风是北美大陆有记录以来最强的飓风，风暴摧毁了从普兰泰申岛到长礁之间的所有建筑，40英里的铁路仅剩混凝土桥梁，超过400名居民和在当地修建公路桥的一战退伍军人不幸遇难。基韦斯特在刚刚开始复苏之际再次陷入半孤立状态，由于铁路被毁，中群岛和下群岛与其他地区隔绝，只能通过海路或飞机到达。飓风过后，当地政府和居民迅速投入灾后重建工作。由于跨海铁路损毁严重已无法被修复，仅剩下未受损的混凝土桥梁，因此，门罗县政府收购了原铁路的路权，对桥梁进行加宽并改造为公路桥以便车辆通行。在经过不懈努力后，全程双向两车道的跨海公路于1938年3月竣工。
就在礁岛群进入公路时代之际，第二次世界大战的阴霾逐渐逼近。战争爆发前夕，美国海军开始扩建基韦斯特的军事设施，以应对潜在的军事需求。这一系列扩建计划为礁岛群的现代化奠定了基础。战争爆发后军方的后勤保障需求大幅增加，使得这个地区迎来了供水、电力和公路建设的黄金时期。这三项基础设施的完善，不仅支援了美军基地的后勤能力，也大大改善了当地居民的生活条件。1942年，礁岛群水管输水系统和农村电力网络正式投入使用，同时，跨海公路经过截弯取直，在原来路线的基础上缩短了17英里，基本确立了今日1号美国国道的路线。1940年代初，基韦斯特仍占据门罗县90%的人口，但随着基础设施的完善，越来越多人开始选择在中群岛和上群岛定居。

### 二战后门罗县的发展
1950年11月11日，门罗县的选民做出了一个具有深远影响的决定——他们以压倒性多数票通过了建立蚊虫防控区的提案。早在20世纪初，科学家已确认蚊是疟疾等传染病的传播媒介，但早期的防治手段主要是排水工程。二战后，为了根除在美国南部广泛传播的疟疾，美国公共卫生当局开展广泛使用杀虫剂DDT、改善排水系统和清除蚊虫滋生地的行动。1951年，门罗县政府设立了专门的灭蚊机构，最初主要依靠卡车喷洒杀虫剂，到1960年开始使用比奇18型飞机进行大规模空中喷洒灭蚊。
在经济发展方面，二战结束后美国进入了汽车消费和长途旅行的黄金时期，基韦斯特作为知名旅游胜地，门罗县汽车旅馆数量激增，甚至促使政府出台相关监管法规。佛罗里达礁岛群上的医疗资源、公共服务等各项生活配套设施逐步完善，学校、教堂等社区设施也在这一时期陆续建立。1950年，南方贝尔电话公司在马拉松、马特库姆比和拉戈岛安装了拨号电话系统，每位用户的电话号码为四位数。1953 年，基韦斯特市政府将迈查姆机场的所有权移交给门罗县，米查姆机场更名为基韦斯特国际机场，并于1956年修建了一条600英尺的铺砌跑道。1958年，门罗县政府在普兰泰申礁建立了一座警察局，从此上群岛居民在紧急情况下无需再向公路巡警或基韦斯特警察局求助。1968年，国家航空首次使用波音727-100客机执飞基韦斯特到迈阿密的航班。
在环境保护方面，大沼泽地国家公园经多年筹备于1947年正式对外开放，并获得了门罗县1,076,552英亩的土地。原计划该公园范围会延伸至拉戈岛并进入大西洋，但考虑到拉戈岛对当地交通的重要性，因此门罗县政府十分反对这一方案，最终门罗县成功争取将拉戈岛从国家公园的规划中剔除，因此如今大沼泽地国家公园的东部边界位于拉戈岛以西几英里处。1957年，美国国会通过了在佛罗里达州建立国家礁鹿保护区来保护佛罗里达礁岛群的礁鹿和其他野生动物的H.R.1058号法案。该保护区位于下群岛的大松礁和无名礁，保护区内的栖息地包括松树岩地森林、热带硬木丘陵、淡水湿地、盐沼湿地和红树林。
1982年4月18日，美国边境巡逻队在佛罗里达城南部设立检查站，检查非法移民和毒品。这一举措导致交通堵塞，严重影响了基韦斯特的旅游业。作为回应，基韦斯特于1982年4月23日宣布成立“海螺共和国”，象征性地“脱离”美国，吸引了广泛关注。尽管事件更多是出于宣传目的，但其背后反映了当地对于政府干预的不满。

## 地理

### 地理特征
门罗县位于佛罗里达州最南端，总面积达3,738平方英里（9,680平方公里），是佛州面积最大的县。其中，陆地面积为983平方英里（2,550平方公里），占总面积的26.3%，而其余73.7%（2,754平方英里或7,130平方公里）为水域。门罗县主要由佛罗里达礁岛群组成，超过99.9%的人口都居住在这一岛链上。
门罗县县域有三分之二被当地居民称为门罗大陆（Mainland Monroe），但其大部分属于大沼泽地国家公园，几乎无人居住。剩余的部分则位于该县东北部的大柏树国家保护区，这里同样人烟稀少。根据2021年美国社区调查的数据，这片区域虽然占据了全县87.4%的陆地面积（859.6平方英里），但仅有18名居民，占全县人口的0.022%。
尽管门罗大陆基本无人居住，但仍有一些标注在地图上的地方，如弗拉明戈（Flamingo）、派恩克雷斯特（Pinecrest）和小径城（Trail City）。其中，弗拉明戈位于大陆南端，是大沼泽地国家公园的南端入口，这里设有弗拉明戈旅馆、弗拉明戈护林站、游客中心和码头等设施。派恩克雷斯特位于县境北部的大柏树国家保护区内，坐落在环路公路（Loop Road）旁，这条道路是41号美国国道的一部分；小径城则位于派恩克雷斯特以西4英里（6公里）处，这两个都是环路公路沿线的鬼鎮。
门罗县的岛屿部分与佛罗里达大陆之间隔着佛罗里达湾，该海域属于大沼泽地国家公园，点缀着无数小岛。门罗县的经济和人口主要集中在基韦斯特和拉戈岛等主要岛屿，它们也是基韦斯特-拉戈岛小都市统计区（Key West-Key Largo Micropolitan Statistical Area）的核心城市。该统计区最初于2003年定义为基韦斯特-马拉松小都市统计区（Key West-Marathon, Florida Micropolitan Statistical Area），后于2006年改为佛罗里达州基韦斯特小都市统计区（Key West, Florida Micropolitan Statistical Area），并在2023年更名为现名 。此外，这一统计区还属于更大的迈阿密-圣卢西港-劳德代尔堡联合统计区（Miami-Port Saint Lucie-Fort Lauderdale Combined Statistical Area）的一部分，与南佛罗里达其他重要城市有着密切的经济联系。

### 行政区划
门罗县有5个建制地区和8个位于未建制区域的普查规定居民点。
门罗县的5个建制地区包括4个城市（Cities）和1个村庄（Village）。虽然这些区域名称有所不同，但根据佛罗里达州的法律，城市、镇和村庄在法律地位上没有区别。每个建制地区都有独立的议会-经理制地方政府，有自己的市政经理、民选议会和市长，市政府监督自己的市政预算，负责提供各自的城市服务，例如建筑许可审批、执法和区域规划等。以下是门罗县的5个建制地区：
- 基韦斯特
- 马拉松
- 基科勒尼比奇
- 雷顿
- 伊斯拉莫拉达

门罗县有八个普查规定居民点，这是受当地认可并通过名称标识的非建制社区。这些地区在统计上被划分出来，便于收集和分析人口数据，但并不具有独立的市政政府。以下是根据2020年美国人口普查指定的人口普查规定居民点：
- 斯托克岛
- 大科皮特礁
- 卡德乔礁
- 大松礁
- 达克礁
- 塔韦尼尔
- 拉戈岛
- 北拉戈礁

除上述的普查规定居民点，门罗县还有多个几乎无固定居民的非建制地区：
- 弗拉明戈
- 湾点
- 舒格洛夫海岸
- 馬貴斯礁島群
- 巴伊亚宏达礁
- 大沼泽地

## 人口
| 调查年                                                             | 人口   | 备注   | %±     |
| ------------------------------------------------------------------ | ------ | ------ | ------ |
| 1830                                                               | 517    |        | —      |
| 1840                                                               | 688    |        | 33.1%  |
| 1850                                                               | 2,645  |        | 284.4% |
| 1860                                                               | 2,913  |        | 10.1%  |
| 1870                                                               | 5,657  |        | 94.2%  |
| 1880                                                               | 10,940 |        | 93.4%  |
| 1890                                                               | 18,786 |        | 71.7%  |
| 1900                                                               | 18,006 |        | −4.2%  |
| 1910                                                               | 21,563 |        | 19.8%  |
| 1920                                                               | 19,550 |        | −9.3%  |
| 1930                                                               | 13,624 |        | −30.3% |
| 1940                                                               | 14,078 |        | 3.3%   |
| 1950                                                               | 29,957 |        | 112.8% |
| 1960                                                               | 47,921 |        | 60.0%  |
| 1970                                                               | 52,586 |        | 9.7%   |
| 1980                                                               | 63,188 |        | 20.2%  |
| 1990                                                               | 78,024 |        | 23.5%  |
| 2000                                                               | 79,589 |        | 2.0%   |
| 2010                                                               | 73,090 |        | −8.2%  |
| 2020                                                               | 82,874 |        | 13.4%  |
| 2023年估计                                                         | 80,614 | [ 11 ] | −2.7%  |
| U.S. Decennial Census 1790–1960 1900–1990 1990–2000 2010–2019 2020 |        |        |        |

截至2022年，门罗县的人口总数为81,708人，相比2010年的73,226人，增长了11.6%。然而，在2021年至2022年期间，该县人口略微下降，从82,244人减少至82,044人，降幅为0.243%。在种族和族裔构成方面，非拉丁裔白人仍然是门罗县人口最多的群体，2022年总数为52,216人。然而，相比2010年，该群体在县总人口中的占比已从71.1%下降至63.9%，减少了7.2个百分点。与此同时，拉丁裔人口增长最快，从2010年的15,275人增加到2022年的21,484人，增幅达到5.4个百分点，使其占总人口的26.3%。非裔和亚裔人口分别为5,070人和783人，分别占总人口的6.18%和0.954%。
在人口年龄分布方面，门罗县居民的中位年龄已上升至48.3岁，反映出人口老龄化趋势。65岁及以上的老年群体增长最为显著，从2010年的17.2%增加到2022年的24.3%，增长幅度达到57.8%。相比之下，35至49岁年龄段的人口下降最为明显，在2010年至2022年间减少了4.4%。此外，0至4岁儿童的比例也有所下降，从2010年的4.4%减少到2022年的4.2%。
截至 2022 年，门罗县有19.7%的居民（16.2万人）在美国境外出生，高于全国13.6%的平均水平。此外，门罗县的公民比例较高，92.1%的人口为美国公民。

## 政治

### 政府结构
门罗县由县委员会（Board of County Commissioners, BOCC）负责管理。县委员会由五名委员组成，每位委员分别居住在不同的选区，并共同承担立法和行政职责。委员会负责制定公共政策、征收税款，并为超过25个县政府部门的项目、计划和运作提供资金支持。由县委员会任命的县行政官（County Administrator）负责执行委员会的政策和决策，确保县政府的有效运作。根据佛罗里达州宪法，每个县的管理机构都应由五名县委员组成，委员的任期为四年，并采取交错选举制度，确保政府运作的稳定性。每十年一次人口普查后，县委员会需根据人口分布将县划分为尽可能均等的选区，每个选区选出一名委员代表全县选民。县委员会的主要职责包括审查并通过县预算、征收税款、拨款用于县政府运作、批准基础设施建设债券、管理县属财产，并通过县行政官监督各个政府部门的运作。此外，县委员会还负责任命特别委员会和顾问委员会，并向公众提出新条例，经过听证会后决定是否将其纳入县法规体系。
除了县委员会，门罗县的选民还直接选举五位独立的官员，这些官员在县政府中起到制衡作用。这五个职位分别是书记兼主计长（Clerk & Comptroller）、财产评估官（Property Appraiser）、治安官（Sheriff）、选举监督官（Supervisor of Elections）和税务官（Tax Collector）。佛罗里达州宪法规定，这些官员必须独立于县委员会，以确保财政管理和执法工作的公正性。例如，县委员会决定如何使用税款，但负责支付账单的是书记兼主计长；县委员会无法直接决定财产税评估，而是由财产评估官独立负责。警长负责维护治安，选举监督官确保选举的公正性，而税务官则负责税款的征收和管理。这种分权机制确保了县政府的透明度和权力的合理分配，维护了公平和公正的治理体系。

### 政治取向
与美国南部大部分地区相似，门罗县在20世纪的前三分之二时间里一直是坚定支持民主党的地区，即使是在全国选举中失利的民主党候选人，如詹姆斯·米德尔顿·考克斯和约翰·威廉·戴维斯，也能在当地获得支持。在1964年总统选举门罗县坚定支持林登·约翰逊，并在1968年总统选举中支持民主党候选人休伯特·汉弗莱，成为当年佛罗里达州仅有的三个支持汉弗莱的县之一。然而，与典型的南方民主党人不同，门罗县的选民在社会议题上更加自由派，尤其是在民权运动和后来的同性恋权利问题上。
从1970年代开始，门罗县在总统选举中逐渐演变为一个摇摆县，两党竞争激烈。在1972年总统选举，共和党候选人理查德·尼克松在连任选举中以压倒性优势赢得门罗县，成为自1888年以来首位在该县获胜的共和党总统候选人，并赢得超过70%的选票。尽管民主党从1992年至2012年仍然连续赢得该县，但胜选优势往往极为微弱，例如2004年和2012年的胜率均不足0.5%。2008年，贝拉克·奥巴马成为自1988年老布什在全国压倒性胜利以来，首位在门罗县赢得过半数选票（51.7%）的总统候选人。然而，在2016年总统选举中，唐纳德·特朗普成为近30年来首位赢得门罗县的共和党人，且他的胜选优势比2008年奥巴马的胜率更大。在2020年总统选举，他在该县的优势进一步扩大，而在2024年总统选举，他的胜率更是达到了两位数的领先。
门罗县的政治生态受地理因素影响较大，不同地区的投票倾向存在显著差异。例如，基韦斯特长期以来是民主党的铁票仓，而相邻的斯托克岛属于摇摆地区，其政治立场因选举而有所波动。而在群岛的其他地区，共和党一直占据优势，选民倾向于支持保守派候选人。此外，在基韦斯特内部，西部地区比东部更加倾向于民主党。
门罗县也是佛罗里达州LGBT群体的重要聚集地，尤其是基韦斯特。受该社区的影响，门罗县是佛罗里达州唯一反对2008年佛罗里达州第二修正案（该修正案禁止同性婚姻和民事结合）的县，然而该修正案在全州范围内最终以60%的支持率获得通过。此外，在2014年7月17日，门罗县法院法官裁定佛罗里达州对同性婚姻的禁令违宪，并命令县法院书记从7月22日起开始发放同性婚姻证书，使门罗县在同性婚姻合法化的进程中发挥了关键作用。

## 经济

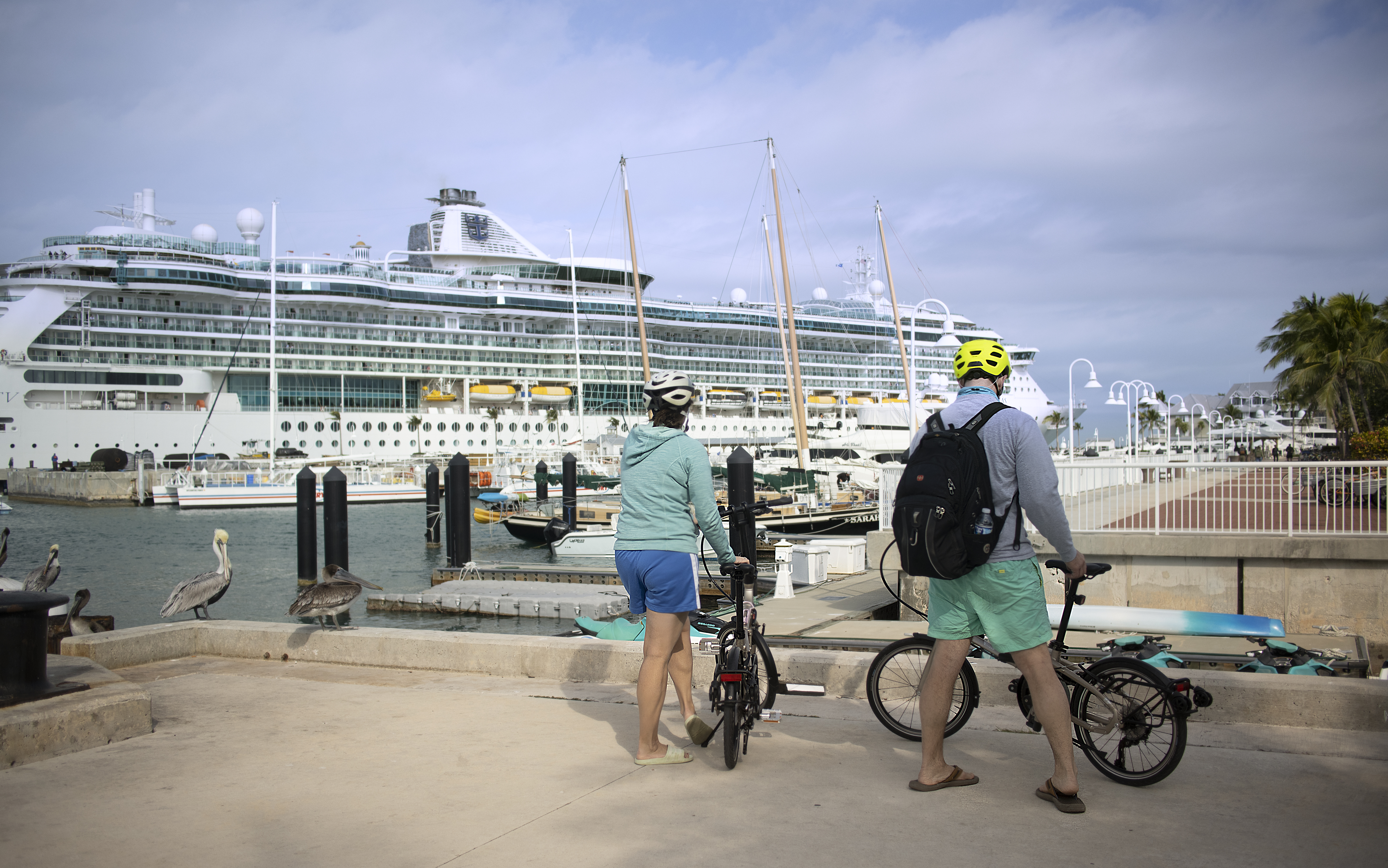
基韦斯特邮轮码头

门罗县的经济以旅游业、建筑业、零售业和商业渔业为核心。截至2022年，该县共有42,200名就业人口，其中住宿与餐饮服务业（7,122人）、建筑业（4,415人）和零售业（3,820人）是雇佣人数最多的行业。
门罗县，尤其是基韦斯特，高度依赖旅游业，游客为当地居民、企业和政府带来了可观的经济效益。2018年，游客在基韦斯特的总消费额达到12亿美元，并间接带动了总计16亿美元的商业销售额。旅游业支撑了当地12,800个直接和间接就业职位，并为政府创造了近2亿美元的税收，其中1.1亿美元归属于州和地方政府。在所有游客中，乘坐游轮旅客占据了相当大的比例。2018年，基韦斯特接待了超过300万名游客，其中100万人通过游轮到访。尽管游轮游客不会在酒店住宿方面消费，但他们在餐饮、零售和娱乐等行业的消费比例更高。游轮游客贡献了约12%的直接旅游消费。2019年，游轮游客的消费为政府带来了2,100万美元的税收收入，此外，游轮公司还向基韦斯特支付了超过1,500万美元的港口停泊费及其他相关费用。
除了旅游业，商业渔业也是门罗县的重要经济支柱之一，占据当地经济总收入或就业的5%至8%。门罗县位于佛罗里达礁岛群国家海洋保护区，这里拥有美国本土唯一的活珊瑚礁，以及西半球面积最大的海草床，孕育了丰富的鱼类、动物和植物资源。基于这一得天独厚的自然环境，佛罗里达礁岛群拥有全佛罗里达州最重要的商业渔港，在整个墨西哥湾地区排名第四，在全美排名第十七。此外，休闲渔业也是当地的重要经济产业，在2018年估值超过8.1亿美元，吸引了大量游客前来体验钓鱼和海上活动。

## 交通

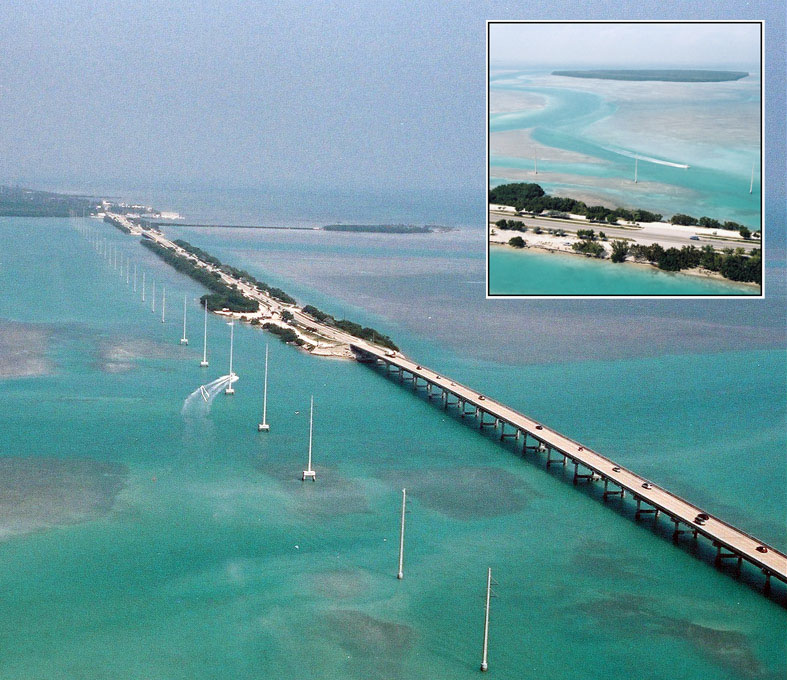
跨海公路

门罗县的交通以跨海公路为核心，该公路是1号美国国道的一部分，同时也是连接佛罗里达礁岛群各个岛屿以及通往佛罗里达大陆的唯一陆路通道。这条现代化的公路全长113英里（约182公里），从拉戈岛延伸至基韦斯特，途中跨越了42座连接大西洋、佛罗里达湾及墨西哥湾的桥梁。由于其独特的工程设计和壮观的景色，跨海公路在2009年被联邦公路管理局授予“全美风景道路”（All-American Road）称号，成为佛罗里达州唯一获此殊荣的公路，也是全美仅有的30条此类公路之一。
门罗县的公共交通由迈阿密-戴德运输（Miami-Dade Transit）、基韦斯特运输（Key West Transit）以及按需出行短途交通接驳服务Freebee提供。其中，迈阿密-戴德运输经营两条通往门罗县的巴士路线。301线戴德-门罗特快（Dade-Monroe Express）从迈阿密出发，经由佛罗里达城前往门罗县的拉戈岛、塔弗尼尔、伊斯拉莫拉达和马拉松。302线卡德湾特快则从佛罗里达城市政厅出发，途经1号国道和卡德湾路，最终抵达北拉戈岛的海洋礁石游艇俱乐部（仅限俱乐部员工进入）。
基韦斯特的巴士服务由基韦斯特运输部运营，覆盖基韦斯特、斯托克岛、下群岛及马拉松。其中，下群岛接驳巴士（Lower Keys Shuttle）提供往返基韦斯特与马拉松的公共交通服务，车队由20辆无障碍巴士组成，每辆可容纳24至32名乘客。此外，从2024年7月15日起，基韦斯特还推出由Freebee公司运营、名为“海螺连接”（Conch Connect）的按需出行服务，该服务覆盖基韦斯特及斯托克岛，采用特斯拉电动车提供接驳服务，运营时间为每日5:00至21:00，单程票价2美元，可通过Freebee手机应用程序支付，便利当地居民和游客的短途出行需求。
门罗县拥有基韦斯特国际机场（IATA代码：EYW）和佛罗里达礁岛群马拉松国际机场（MTH）两座公用机场。基韦斯特国际机场是门罗县主要的商业航空枢纽，2018年共接待旅客约87万人次，由达美航空、联合航空、美国航空及银色航空等航空公司提供服务。该机场提供前往多个城市的直飞航班，包括亚特兰大、纽瓦克、芝加哥、夏洛特、达拉斯、华盛顿特区、劳德代尔堡、奥兰多、坦帕和迈阿密等地。佛罗里达礁岛群马拉松国际机场主要用于通用航空，提供紧急救援、商务飞行以及地面交通服务，主要服务于中部群岛地区的居民和企业。

## 教育
门罗县学区负责整个县的公立教育体系，并拥有24所学校，为从学前班（Pre-K）到12年级的学生提供教育服务，同时也提供成人教育课程。该学区的行政办公室位于基韦斯特，学校分布在从拉戈岛到基韦斯特的整个佛罗里达礁岛群，确保各个岛屿的居民都能获得教育资源。根据佛罗里达州教育部数据，在2022至2023年度学年，门罗县学区的学生总数达到8,929人。门罗县学区的学生群体当中，白人学生占比最高达42.7%，其次是拉丁裔占40.3%，非裔学生占12%，亚裔及太平洋岛民占1.1%，美洲原住民和夏威夷原住民各占0.1%，此外还有3.7%的学生为多种族背景。门罗县的高等教育主要由佛罗里达礁岛群学院提供，该学院的主校区位于基韦斯特，在马拉松和拉戈岛设有两个分校区。

## 文娱设施

### 博物馆
- 欧杜邦故居及热带花园（Audubon House and Tropical Gardens）
- 佛罗里达群岛生态探索中心（Florida Keys Eco-Discovery Center）
- 潜水历史博物馆（History of Diving Museum）
- 欧内斯特·海明威故居（Ernest Hemingway House）
- 马泰罗画廊-基韦斯特艺术与历史博物馆（Martello Gallery-Key West Art and Historical Museum）
- 梅尔·费舍尔海事遗产博物馆（Mel Fisher Maritime Heritage Museum）
- 圣卡洛斯学院（San Carlos Institute）
- 基韦斯特沉船博物馆（Key West Shipwreck Museum）
- 哈里·S·杜鲁门小白宫（Harry S. Truman Little White House）

### 公园及动物园
- 巴伊亚宏达礁州立公园（Bahia Honda Key State Park）
- 科里哈莫克州立公园（Curry Hammock State Park）
- 达格尼·约翰逊基拉戈榄树沼泽州立植物公园（Dagny Johnson Key Largo Hammock Botanical State Park）
- 干龟岛国家公园（Dry Tortugas National Park）
- 大沼泽地国家公园（Everglades National Park）
- 印第安礁州立历史公园（Indian Key Historic State Park）
- 利格努姆维泰礁州立植物公园（Lignumvitae Key Botanical State Park）
- 长礁州立公园（Long Key State Park）
- 约翰·彭尼坎普珊瑚礁州立公园（John Pennekamp Coral Reef State Park）
- 圣佩德罗水下考古保护区州立公园（San Pedro Underwater Archaeological Preserve State Park）
- 温德利礁化石州立地质公园（Windley Key Fossil Reef Geological State Park）
- 基韦斯特蝴蝶与自然温室（Key West Butterfly and Nature Conservatory）
- 基韦斯特热带森林与植物园（Key West Tropical Forest & Botanical Garden）
- 基韦斯特水族馆（Key West Aquarium）
- 扎卡里·泰勒堡州立公园（Fort Zachary Taylor State Park）